# 장종정
장종정(張從正, 1156년 ~ 1228년)은 중국 금나라의 의사로 자는 자화(子和), 호는 대인(戴人)이며 수주 고성(睢州 考城, 현재의 허난성 카이펑시 란카오현) 출신이다. 금원사대가(金元四大家) 가운데 한 사람이기도 하다.

## 생애
장종정은 어린 시절부터 독서를 많이 하면서 의술을 연마했고 《내경》(內經), 《난경》(難經), 《상한론》(傷寒論) 등에 능통했을 정도로 유완소의 학술 사상을 계승했다고 한다. 흥정(興定, 금 선종) 시대에는 태의(太醫)를 역임했지만 얼마 지나지 않아서 물러났다. 장종정은 한(汗)·토(吐)·하(下) 원칙을 인체에 남아 있는 사악한 기운을 물리치기 위한 치료법으로 규정했는데 이는 단순한 땀 배출, 구토, 노폐물 배출이라는 구체적인 3가지 치료법이 아니라 인체에 침투한 사악한 기운을 물리치고 배출하는 치료법을 의미한다.
장종정은 금원사대가에서 공하파(攻下派)로 분류되며 마지기(麻知基), 상중명(常仲明), 장백전(張白全) 등이 그의 제자라고 한다. 또한 "질병을 고치는 데는 악(惡)을 쫓아내는 것이 중요하고 사(邪)를 떨쳐버리면 평안해진다."라고 규정했을 정도로 심리 치료법을 활용하기도 했다. 장종정은 《장씨경험방》(張氏經驗方), 《상한심경》(傷寒心鏡), 《유문사친》(儒門事親) 등의 저서를 집필했는데 현재는 《유문사친》 15권만이 전한다.